# Bernard Jullien
Bernard Jullien  (* 2. Februar 1798 in Paris; † 15. Oktober 1881 ebenda) war ein französischer Didaktiker, Romanist und Grammatiker.

## Leben und Werk
Jullien ging in Versailles zur Schule und begann seine Erzieherlaufbahn im Collège Sainte-Barbe, dann unterrichtete er u. a. in Dieppe (1831–1835), schließlich in Paris. Er wurde 1836 an der Sorbonne bei Joseph-Victor Leclerc promoviert mit den Thèses De physica Aristotelis (erschienen 1854 in seinem Buch De quelques points des sciences dans l’antiquité) und Sur l’étude et l’enseignement de la grammaire (Paris 1836) und erwarb später noch einen Abschluss in Naturwissenschaften.
Jullien machte sich vor allem einen Namen als Autor zahlreicher (grammatik- und literaturorientierter) Handbücher für den Schulbetrieb des Verlages von Louis Hachette. Als Mitarbeiter dieses Verlags wirkte er auch (zusammen mit Édouard Sommer) als Helfer von Émile Littré bei der Erstellung von dessen Wörterbuch. 
Jullien war ab 1840  Herausgeber der Zeitschrift L’Enseignement. Bulletin d’éducation und von 1843 bis 1850 Schriftleiter der Revue de l’instruction publique. Ab 1854 war er Chefredakteur der Monatsschrift Le Correspondant. 
Als Nostalgiker des Ersten Kaiserreichs und als antiromantischer Denker, der sich dem Rationalismus des 18. Jahrhunderts verpflichtet fühlte, hatte Jullien in der Universitätslandschaft vor dem Zweiten Kaiserreich nicht Fuß fassen können und fühlte sich ungerecht behandelt (s. Vorwort zu Histoire 1844). Unter Napoleon III. entfaltete er dann sein eher der Klarheit als der Originalität verpflichtetes Denken in sechs umfangreichen Thesenbänden zur Grammatik, Literatur, Geschichte und Philosophie, die von großer Belesenheit zeugen.

## Werke

### Wissenschaft
- Histoire de la poésie française à l’époque impériale ou Exposé par ordre de genres de ce que les poètes français ont produit de plus remarquable depuis la fin du XVIIIe siècle jusqu’aux premières années de la Restauration, 2 Bde., Paris 1844 (hervorgegangen aus Vorlesungen am Pariser Gymnasium Athénée Royal 1841–1842)
- (Hrsg.) Fénelon, Dialogues des morts, Paris 1847, zuletzt 1893
- Polémique sur quelques points de métrique ancienne, Paris 1854
- De quelques points des sciences dans l’antiquité. Physique, métrique, musique, Paris 1854
- (Hrsg.) Les paradoxes littéraires de Lamotte, ou Discours écrits par cet académicien sur les principaux genres de poèmes, Paris 1859, Genf 1971 (Antoine Houdar de la Motte)
- L’Harmonie du langage chez les Grecs et les Romains, ou Étude sur la prononciation de la prose élevée et des vers dans les langues classiques, Paris 1867

#### Thesenbände
- Thèses de grammaire, Paris 1855 (darin: Coup d’œil sur l’histoire de la grammaire, 1-50)
- Thèses de littérature, Paris 1856
- Thèses de critique et poésies, Paris 1858
- Thèses supplémentaires de métrique et de musique anciennes, de grammaire et de littérature, Paris 1861
- Thèses d’histoire et nouvelles historiques, Paris 1865
- Thèses de philosophie, Paris 1873

### Handbücher
- Grammaire générale. Abrégé de la grammaire française, Dieppe 1832
- Histoire de la Grèce ancienne, Paris 1837, Tours 1838
- Abrégé de grammaire latine, Paris 1841
- Petit traité d’analyse grammaticale, Paris 1843
- Petit traité d’analyse logique, Paris 1843
- Manuel des examens dans les écoles primaires, Paris 1850
- Questions et exercices sur la Grammaire française de Lhomond, Paris 1851
- Traité complet de grammaire française, Paris 1852
- Vocabulaire grammatical de la langue française, Paris 1852
- Le langage vicieux corrigé, ou Liste alphabétique des fautes les plus ordinaires dans la prononciation, l’écriture et la construction des phrases, Paris 1853
- Manuel de la conjugaison des verbes français, Paris 1853
- Petit traité de rhétorique et de littérature, Paris 1853
- Petit traité des participes français, Paris 1853
- Explication des principales difficultés de l’enseignement de la grammaire, Paris 1854
- Les principales étymologies de la langue française précédées d’un petit traité de la dérivation et de la composition des mots, Paris 1862
- Les Éléments matériels du français, c’est-à-dire les sons de la langue française entendus ou représentés, Paris 1875
- Les Formes harmoniques du français, savoir les périodes, les vers, les stances et les refrains, Paris 1876